# Bräsen
Bräsen ist ein Ortsteil der Stadt Coswig (Anhalt) im Landkreis Wittenberg in Sachsen-Anhalt.

## Geografie
Bräsen im Südwesten des Flämings liegt im Tal der Rossel. Dieser kleine Fluss entspringt neun Kilometer östlich von Bräsen und fließt in die Elbe. Die Umgebung ist sehr waldreich, das Gelände ist durch sanfte Hügel gekennzeichnet. Die Handelsberge südwestlich von Bräsen erreichen 119 m ü. NN.
Die nächstgelegenen Städte sind Dessau-Roßlau und Zerbst/Anhalt.

## Geschichte
Die älteste urkundliche Erwähnung als Brizene stammt von 1307, 1326 ist der Ort als Brezin verzeichnet. Der Ortsname stammt vom sorbischen Wort breza (vgl. obersorb. brěza) für „Birke“.
Am 1. Januar 2010 wurde die bis dahin selbstständige Gemeinde Bräsen zusammen mit der Gemeinde Stackelitz in die Stadt Coswig (Anhalt) eingemeindet.

## Verkehrsanbindung

### Autoverkehr
- Die Bundesstraße 187a von Zerbst nach Coswig (Anhalt) führt durch den drei Kilometer entfernten Nachbarort Hundeluft.
- In acht Kilometern Entfernung liegt der Autobahnanschluss Köselitz (A 9 Berlin – München).

### Schienenverkehr
- Im sechs Kilometer entfernten Jeber-Bergfrieden besteht ein Haltepunkt an der Strecke von Dessau-Roßlau über Potsdam nach Berlin.